# 北野稔
北野 稔（きたの みのる、1946年（昭和21年）8月9日－）は、日本の実業家。日本ラグビーフットボール協会評議員。高島屋常務取締役やジェイアール東海髙島屋社長、元ダイヤ通商の代表取締役会長兼社長も務めた。

## 来歴
大阪府出身かつ慶應義塾大学経済学部卒。1969年に高島屋に入社し、同社の常務取締役まで昇進し、2003年にはジェイアール東海高島屋の社長に就任する。2008年に髙島屋を退職する。
2010年にENEOSの特約店の一つであるダイヤ通商の取締役に就任し、2012年から日本ラグビーフットボール協会の評議員も務めている。創業家の森猛の跡を受けて社長となっていた生え抜きの大矢晃久の後任として、2013年にダイヤ通商の代表取締役社長に就任する。
翌年、同じ大学卒でみずほ銀行出身の阿部匡に社長を譲ってダイヤ通商の取締役会長に就任。会長在任中にダイヤ通商の社長は阿部匡から菊池新治と代わる。
2020年9月、菊池新治の後任として同年10月に北野が代表取締役会長兼社長となる内定が発表され、内定通り二度目の社長就任となる。しかし2021年3月に、株主による臨時株主総会招集請求もあって、ダイヤ通商の会長兼社長を辞任した。。

## 経歴
- 1969年（昭和44年）
  - 4月：高島屋入社
- 2001年（平成13年）
  - 3月：同社常務取締役
- 2003年（平成15年）
  - 5月：JR東海髙島屋（名古屋高島屋）社長。
- 2008年（平成20年）
  - 5月：高島屋退社
- 2010年（平成22年）
  - 6月：ダイヤ通商取締役
- 2012年（平成24年）
  - 6月：日本ラグビーフットボール協会評議員（現任）
- 2013年（平成25年）
  - 5月：ダイヤ通商代表取締役社長
- 2014年（平成26年）
  - 6月：同社取締役会長
- 2020年（令和2年）
  - 10月：同社代表取締役会長兼社長
- 2021年（令和3年）
  - 3月：同社代表取締役会長兼社長を辞任